# Limanul Razim

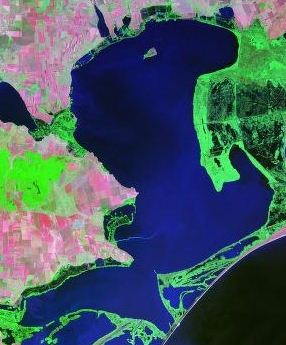
Limanul Razim

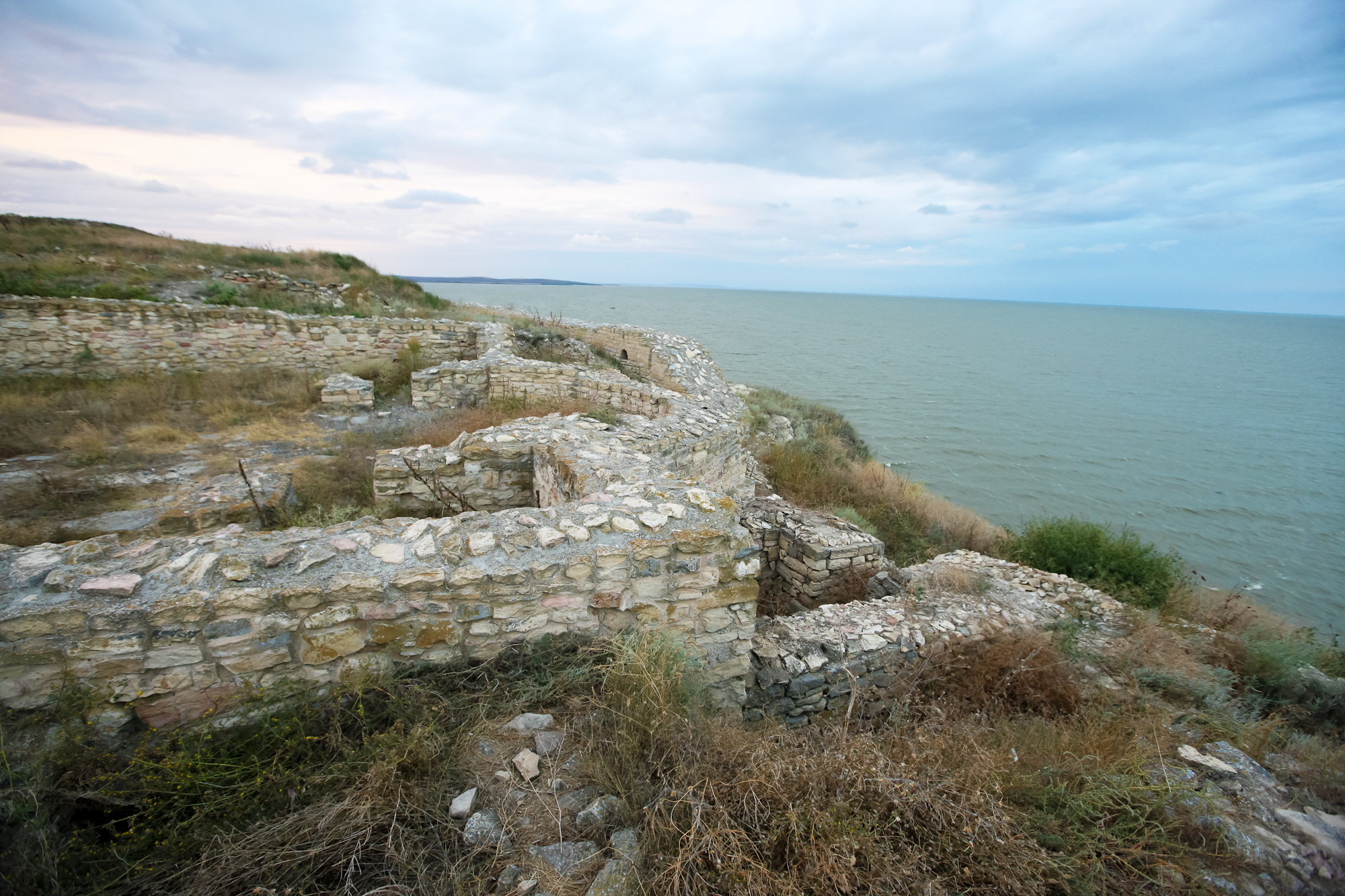
Cetatea Argamum, pe malul limanului Razim

Limanul Razim sau Razelm (în antichitate Halmyris, în Evul Mediu Iancina) este o lagună formată pe litoralul Mării Negre prin bararea de către cordoane litorale a golfului antic. Cu 394,30 km², este întinderea de apă cea mai vastă din complexul lagunar înconjurător de 731 km². Adâncimea maximă este de 2,80 metri.

## Poziție geografică
Acest liman se află în estul României, în județul Tulcea din Dobrogea, în vecinătatea litoralului Mării Negre.
Înainte de îndiguirile efectuate în anii 1980, limanul comunica cu Marea Neagră - la nord prin gura Periteașca și la sud prin gura Portița - aceste căi de migrație  fiind foarte importante pentru speciile de pește care veneau să-și depună icrele în limanuri. Primind apă dulce din Dunăre prin brațul Sfântu Gheorghe și prin intermediul canalelor Dranov și Dunavăț, limanul a devenit, după închiderea gurilor, un lac de apă dulce . În nordul lacului se află insula Popina declarată rezervație naturală.

## Fauna
Limanul are diverse specii de pești și păsări, fiind un ecosistem acvatic, dar acesta a fost profund modificat de intervențiile umane din anii 1980 (care nu au ținut cont de avizul hidrologilor și biologilor), astfel că limanul, transformat treptat în lac de apă dulce, și-a pierdut rolul de adăpost pentru reproducerea peștilor marini, iar speciile situate în vârful rețelei trofice s-au împuținat, lăsând să prolifereze cele situate la bază precum țânțarii Culex pipiens.

## Clima
Clima regiunii este temperat-continentală cu influențe climatice pontice. Temperatura medie anuală are valori ridicate de aproape 11°C, iar precipitațiile au valori mici, 400-450 mm/anual. Este cel mai mare lac din România.

## Turism
În partea Rezervației Biosferei Delta Dunării se află pășunea „Grindul Lupilor”, o zonă mlăștinoasă care are aproximativ 800 de Ha. În apropierea localității se află Limanul Sinoe, Lacul Golovița și Limanul Zmeica, care fac parte și ele din Biosfera Deltei Dunării. Rezervă.Principalele activități economice din rezervația biosferei sunt pescuitul, vânătoarea, creșterea animalelor și agricultura de subzistență, recoltarea stufului precum si turismul. Din cele mai vechi timpuri, pescuitul a fost principala ocupație a Deltei Dunării locuitori și deși astăzi oferta de pește s-a diminuat și s-a schimbat în calitate, aceasta continuă să fie comerț de bază.